# المكي (سلطانية)
المکي (بالفارسية: المکی) هي قرية تقع في إيران في قسم سلطانیة الریفي. يقدر عدد سكانها بـ 454 نسمة بحسب إحصاء 2016.